# 圣皮埃尔德瓦朗日维尔
圣皮埃尔-德瓦朗日维尔（法語：Saint-Pierre-de-Varengeville，法語發音：[sɛ̃ pjɛʁ də vaʁɑ̃ʒvil]）是法国滨海塞纳省的一个市镇，属于鲁昂区。

## 地理
圣皮埃尔-德瓦朗日维尔（49°30'6"N, 0°55'58"E）面积13.18 平方千米，位于法国诺曼底大区滨海塞纳省，该省份为法国北部沿海省份，其西部及北部濒大西洋英吉利海峡，东起顺时针与索姆省、瓦兹省、厄尔省和卡爾瓦多斯省接壤。
与圣皮埃尔-德瓦朗日维尔接壤的市镇（或旧市镇、城区）包括：维莱埃卡勒、巴朗坦、塞纳河畔贝维尔、迪克莱尔、埃努维尔、鲁马尔。
圣皮埃尔-德瓦朗日维尔的时区为UTC+01:00、UTC+02:00（夏令时）。

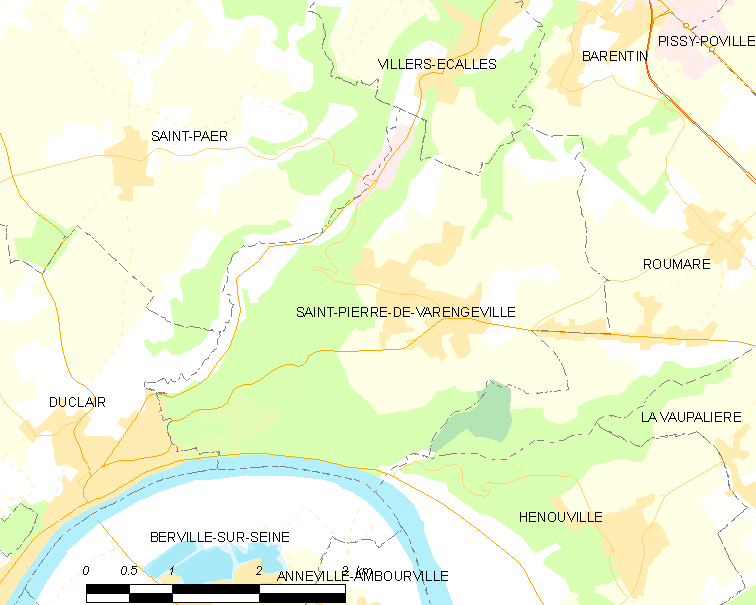
圣皮埃尔-德瓦朗日维尔的OSM定位图

## 行政
圣皮埃尔-德瓦朗日维尔的邮政编码为76480，INSEE市镇编码为76636。

## 政治
圣皮埃尔-德瓦朗日维尔所属的省级选区为巴朗坦县。

## 人口
圣皮埃尔-德瓦朗日维尔于2022年1月1日时的人口数量为2301人。

1962-2008年间圣皮埃尔-德瓦朗日维尔人口变化图示